# 火星旅行 (1918年の映画)
『火星旅行』（かせいりょこう、デンマーク語: Himmelskibet）とは1918年に公開されたデンマークのSF映画。2006年にデンマーク映画学院がリストアし、DVDをリリースした。デンマークではこの作品以降、『冷凍凶獣の惨殺』（1961年）までSF映画は作られなかった、という指摘もある。
日本公開は1920年（大正9年）7月15日だが、帝国館の新聞広告の題名は『火星飛行』（かせいひこう）になっている。一方で、1922年（大正11年）1月20日に『火星旅行』というドイツ映画が浅草帝国館で封切られている。

## キャスト
- Avanti Planetaros船長：グンナール・トルナエス
- Corona（Avantiの妹）：ザニー・ペテルセン
- Planetaros教授：ニコライ・ニーエンダム
- Krafft博士：アルフ・ブリュッテッヒャー
- David Dane（アメリカ人）：スヴェン・コルンベック
- 火星人のリーダー：フィリップ・ベック
- Marya（火星人のリーダーの娘）：リリー・ヤコブソン
- Dubius教授：フレデリック・ヤコブセン

### Programme in Danish with pictures
- Himmelskibet